# Àhmad ibn Muhàmmad ar-Razí
Àhmad ibn Muhàmmad ar-Razí (àrab: أحمد بن محمد الرازي, Aḥmad b. Muḥammad ar-Rāzī), conegut com at-Tarikhí (el Cronista) (Còrdova, 887-955), fou un historiador de l'Àndalus del temps del califa Abd-ar-Rahman III.

## Biografia
Fill del mercader Muhàmmad ibn Mussa ar-Razí, oriünd de l'àrea de Rayy, a Pèrsia, que es va establir a la Còrdova dels omeies cap a l'any 865 (250 de l'Hègira). Ar-Razí va adquirir un gran saber, segons Ibn al-Faradí, dels seus mestres Àhmad ibn Khàlid i Qàssim ibn Àsbagh, entre d'altres, i fou en la seua època un dels més prestigiosos historiadors. Se sap que va ensenyar a Còrdova, Sevilla i en altres ciutats.

## Obra
A ar-Razí se li atribueixen obres sobre la història i la geografia de l'Àndalus, entre les quals destaquen una descripció topogràfica de la ciutat de Còrdova i Al-istiyab, en què explica, en cinc volums, la genealogia d'andalusins cèlebres. Tanmateix, és recordat sobretot per la Història dels sobirans de l'Àndalus (Akhbar muluk al-Àndalus), un relat de la presència àrab en la península Ibèrica des de la conquesta omeia duta a terme per Tàriq ibn Ziyad i Mussa ibn Nussayr fins al regnat d'Abd-ar-Rahman III, vuité emir i primer califa de la dinastia omeia. Aquesta obra el feu molt conegut i citat pels historiadors posteriors, tant musulmans (Ibn Hayyan, Ibn Bassam, al-Humaydí, Ibn Baixkuwal, Ibn al-Abbar, Ibn al-Khatibo al-Maqqarí) com cristians. La composició d'aquesta obra la va concloure el seu fill Issa ibn Àhmad ar-Razí a Còrdova després de l'any 977, quan n'era califa Hixam al-Muàyyad bi-L·lah. Gràcies als fragments transcrits pels historiadors àrabs posteriors com, sobretot, a la seua traducció al portuguès i al castellà, és l'única obra d'ar-Razí que es conserva.

### Història dels sobirans de l'Àndalus
أخبار ملوك الأندلس, Aẖbār mulūk al-Andalus, o Història dels sobirans de l'Àndalus, l'obra més important d'ar-Razí, constava originalment de tres parts: una geografia de l'Àndalus; una història preislàmica de la península Ibèrica; i un relat del regnat de Roderic, de la conquesta musulmana i de la història dels emirs. Al llarg de l'edat mitjana els historiadors cristians van fer ús freqüent del text d'ar-Razí, al qual es referien com Crònica del moro Rasis. Amb aquest nom és abundantment citada en el De rebus Hispaniae (1243) de l'arquebisbe de Toledo Rodrigo Jiménez de Rada. A començament del segle xiv, el rei Dionís I de Portugal va encarregar-ne una traducció al portugués al clergue lusità Gil Peres (1279–1325). L'autor de la Crónica geral de Espanha de 1344, encarregada pel comte de Barcelos, Pedro Afonso de Portugal, es va servir d'aquesta traducció, de la qual en copia passatges sencers.
La Crònica va ser retraduïda al castellà en el segle xv i refosa com a introducció a la Crónica sarracina (h. 1430) de Pedro del Corral. La traducció, però, en fou parcial, i es limità a les seccions que tractaven de geografia i de la primitiva història peninsular. Més tard, la traducció original al portugués de Gil Peres es va perdre. Hui se'n conserven només tres manuscrits traduïts al castellà del segle xvi.
Ja en el segle xvi es començà a dubtar sobre l'autenticitat de la crònica portuguesa, i se la va considerar obra original, no pas traducció, de Gil Peres. Durant segles, erudits i crítics com ara Ambrosio de Morals, Gregori Maians i Siscar, Miguel Casiri, José Antonio Conde y García o Diego Clemencín Viñas, negaren l'autoria aràbiga o la composició en data tan primerenca com el segle x.
L'interès per la crònica era evident, perquè oferia el major cabal de notícies disponible llavors sobre l'època de la invasió i els primers segles de domini musulmà en la península Ibèrica. Les recerques erudites sobre aquesta història agafaren un nou rumb en el segle xix pel desenvolupament de la metodologia històrica. El 1850 l'arabista Pascual de Gayangos y Arce demostrà, en una memòria llegida davant la Reial Acadèmia de la Història, que hi va haver un historiador cordovés del segle x anomenat ar-Razí, i que fou l'autor d'una descripció geogràfica i d'una història de la península Ibèrica. A més a més, va incloure uns fragments en castellà en l'«Apèndix» a les seues Memorias sobre la autenticidad de la Crónica denominada del moro Rasis, que es completaren més tard amb l'ajut d'un manuscrit conservat a la Biblioteca del Palau Reial i estudiat per Pedro José Pidal.
Encara que Gayangos va admetre l'autenticitat de la descripció geogràfica i de la història musulmana, plantejà reserves respecte a l'autoria d'ar-Razí en la part dedicada a la història preislàmica, tot argumentant que es tractava d'una compilació d'altres fonts realitzada per Gil Peres. Altres arabistes d'aqueix temps, com ara l'holandés Reinhart Dozy, compartien aqueixa opinió. A començament del segle xx, el filòleg Ramón Menéndez Pidal demostrà que la part referent a Roderic de la crònica del 1344 es basava en la traducció d'ar-Razí feta per Gil Peres i que les notícies procedien de la historiografia àrab. En acabant, l'historiador Claudio Sánchez-Albornoz va provar que Gil Vicente havia traduït la Història dels sobirans de l'Àndalus d'Àhmad ar-Razí, i donà així validesa i autenticitat a totes les parts conservades, inclosa la història preislàmica.